# Chinguiz Mogushkov
Chinguiz Lechíyevich Mogushkov –en ruso, Чингиз Лечиевич Могушков– (31 de diciembre de 1986) es un deportista ruso que compitió en halterofilia. Ganó una medalla de plata en el Campeonato Europeo de Halterofilia de 2015, en la categoría de +105 kg.

## Palmarés internacional
| Campeonato Europeo | Campeonato Europeo | Campeonato Europeo | Campeonato Europeo |
| Año                | Lugar              | Medalla            | Categoría          |
| ------------------ | ------------------ | ------------------ | ------------------ |
| 2015               | Tiflis (Georgia)   | Medalla de plata   | +105 kg            |